# Halo Studios

Ehemaliges Logo

Halo Studios (ehemals 343 Industries) ist ein von Microsoft 2007 in Kirkland (Washington) gegründetes, US-amerikanisches Entwicklungsstudio für Videospiele, das innerhalb der Konzerngruppe für die Weiterentwicklung des Halo-Franchises verantwortlich ist. Grund dafür war die Abspaltung des ehemaligen Entwicklerstudios der Serie, Bungie, von Microsoft in die Unabhängigkeit. Der Name 343 Industries ist an den Namen des Illuminaten 343 Guilty Spark angelehnt, der eine Rolle in der Serie spielt. Das erste von ihnen veröffentlichte Spiel war Halo: Combat Evolved Anniversary im Jahr 2011. Außerdem entwickelte das Unternehmen schon davor im Jahr 2009 die zentrale Plattform Halo: Waypoint. Halo Studios ist eine Abteilung der Xbox Game Studios.

## Unternehmensgeschichte
Der Halo: Waypoint wurde 2009 auf Xbox Live eröffnet und soll eine Informationsplattform darstellen, die Neuigkeiten sowie Hintergrundinformation der Serie beinhaltet. Jeder Xbox-Live-Gold-Nutzer kann auf Waypoint zugreifen.
Das erste Spiel von 343 Industries war Halo: Combat Evolved Anniversary, das im November 2011 erschien. Das Spiel ist ein Remake des ersten Spieles der Halo-Serie namens Halo: Kampf um die Zukunft. Das Spiel wurde grafisch verbessert und digital restauriert.
Die erste eigenständige Produktion Halo 4 markierte den Beginn einer neuen Halo-Serie mit dem Namen Reclaimer – Trilogy. Halo 4 erschien für Xbox 360 im Jahr 2012. Das Spiel spielt größtenteils auf dem Blutsväter-Planeten Requiem. Im Mittelpunkt stehen abermals der Master Chief und seine KI Cortana.
Im Jahr 2015 erschien der Nachfolger Halo 5: Guardians.
Am 10. Juni 2018 wurde im Rahmen der Electronic Entertainment Expo Halo Infinite angekündigt. 343 Industries entwickelt das Spiel in Kooperation mit SkyBox Labs. Zur Entwicklung von Halo Infinite wird die neue Slipspace Engine verwendet. 343 Industries bestätigte, dass die gezeigten Szenen im Trailer alles in Engine lief.
Am 12. September 2022 gab Bonnie Ross bekannt, dass sie als Studioleiterin zurücktreten würde. Nach ihrem Rücktritt wurden ihre Aufgaben auf drei Positionen aufgeteilt. Pierre Hintze übernahm die Leitung des Studios, Bryan Koski wurde GM der Franchise und Elizabeth Van Wyck übernahm den Bereich Business und Operations. Inmitten weiterer Entlassungen in der Tech-Industrie und bei Microsoft war 343 stark betroffen, und Bloomberg News berichtete, dass das Studio in Zukunft große Veränderungen in seiner Entwicklungsstruktur vornehmen würde.

## Entwickelte Spiele
| Jahr | Titel                             | Plattformen                                     |
| ---- | --------------------------------- | ----------------------------------------------- |
| 2011 | Halo: Combat Evolved Anniversary  | Xbox 360                                        |
| 2012 | Halo 4                            | Xbox 360                                        |
| 2013 | Halo: Spartan Assault             | iOS, Windows, Windows Phone, Xbox 360, Xbox One |
| 2014 | Halo: The Master Chief Collection | Windows, Xbox One, Xbox Series                  |
| 2015 | Halo: Spartan Strike              | iOS, Windows, Windows Phone                     |
| 2015 | Halo 5: Guardians                 | Xbox One                                        |
| 2016 | Halo Wars: Definitive Edition     | Windows, Xbox One                               |
| 2017 | Halo Wars 2                       | Windows, Xbox One                               |
| 2017 | Halo Recruit                      | Windows                                         |
| 2018 | Halo: Fireteam Raven              | Arcade-Automat                                  |
| 2021 | Halo Infinite                     | Windows, Xbox One, Xbox Series                  |